# Населённые пункты Каракулинского района
Муниципальное образование «Каракулинский район» включает в себя 32 населённых пунктов: 12 сельских поселений в составе 9 сёл, 22 деревень и 1 выселок.
Административный центр района — село Каракулино.

## Перечень населённых пунктов
Ниже приводится список населённых пунктов района по муниципальным образованиям, к которым они относятся. Жирным шрифтом выделены административные центры поселений.

### Муниципальное образование «Арзамасцевское»
- село Арзамасцево
- деревня Суханово
- деревня Ендовка
- деревня Кудекса
- деревня Шумшоры

### Муниципальное образование «Боярское»
- деревня Боярка
- деревня Кухтино

### Муниципальное образование «Быргындинское»
- деревня Быргында
- село Новопоселенное

### Муниципальное образование «Вятское»
- село Вятское

### Муниципальное образование «Галановское»
- село Галаново
- деревня Сухарево

### Муниципальное образование «Каракулинское»
- село Каракулино
- деревня Первомайск
- деревня Ромашкино
- деревня Юньга
- деревня Клестово
- деревня Марагино

### Муниципальное образование «Колесниковское»
- село Колесниково

### Муниципальное образование «Кулюшевское»
- село Кулюшево
- деревня Усть-Сакла
- деревня Гремячево

### Муниципальное образование «Малокалмашинское»
- деревня Малые Калмаши
- деревня Поповка

### Муниципальное образование «Ныргындинское»
- деревня Ныргында
- выселок Дубровка
- деревня Зуевы Ключи

### Муниципальное образование «Пинязьское»
- деревня Пинязь
- село Черново
- деревня Котово

### Муниципальное образование «Чегандинское»
- село Чеганда
- деревня Усть-Бельск